# Упражнения (картина)
«Упражнения» — картина художника Пьера Боннара, созданная в 1890 году под влиянием стиля модерн. Находится в частной коллекции в Париже (по другим данным — в Швейцарии). Является ярким примером японских мотивов в творчестве автора: трудно найти небольшую картину в батальном жанре с тем же богатством цвета и декоративности — хотя сама работа и пародирует «военный» жанр.